# Solos (serie de televisión)
Solos es una serie de telerrealidad estadounidense sobre Historia. La primera, segunda y cuarta temporada se filmaron en el norte de la isla de Vancouver, Columbia Británica, y la tercera cerca del parque nacional Nahuel Huapi en la Patagonia, Argentina . La quinta temporada se desarrolló en el norte de Mongolia en Asia. La sexta y la séptima temporada se filmaron en la orilla del Great Slave Lake en los Territorios del Noroeste de Canadá. Sigue las luchas diarias autodocumentadas de diez individuos (siete equipos emparejados en la temporada 4) mientras sobreviven en el desierto durante el mayor tiempo posible utilizando una cantidad limitada de equipo de supervivencia. Con la excepción de los controles médicos, los participantes están aislados entre sí y de todos los demás seres humanos. Pueden "hacer tapping" en cualquier momento o ser retirados debido a que no se realizó un chequeo médico. El concursante (o equipo en la temporada 4) que permanece más tiempo gana un gran premio de $500,000.
La serie se estrenó el 18 de junio de 2015. El 19 de agosto, antes del final de la temporada 1, se anunció que la serie había sido renovada para una segunda temporada, que comenzaría la producción en el otoño de 2015 en la isla de Vancouver, Canadá. La temporada 2 se estrenó el 21 de abril de 2016. La temporada 3 se filmó en el segundo trimestre de 2016 en la Patagonia, Argentina y se estrenó el 8 de diciembre. Un día antes del estreno de la temporada 3, History anunció que había comenzado el casting para la temporada 4. La temporada 4 se desarrolló en el norte de la isla de Vancouver con una dinámica de equipo y se estrenó el 8 de junio de 2017. La temporada 5 se desarrolló en el norte de Mongolia y permitió a los perdedores de temporadas anteriores regresar y competir. Se estrenó el 14 de junio de 2018. La temporada 6 comenzó en junio de 2019 y contó con diez concursantes completamente nuevos entre las edades de 31 y 55. Se estableció al sur del círculo polar ártico en un lago en los Territorios del Noroeste de Canadá.
En enero de 2017, se estrenó una versión danesa de la serie con el título Alone in the Wilderness (en danés: Alene i vildmarken) en DR3. Contó con diez concursantes y se filmó en el norte de Noruega en el otoño de 2016. Los participantes eligieron 12 elementos de una lista de 18. El ganador de la versión danesa no recibe más que el honor. Desde 2017, se han producido cuatro temporadas más con Alone in the Wilderness.
En el otoño de 2017, se emitió una versión noruega con 10 concursantes repartidos alrededor de un lago con peces. Estaba cerca de la línea de árboles, por lo que los pocos, pequeños, en su mayoría abedules, dejaron pocos recursos de tierra.
La sexta temporada se estrenó el 6 de junio de 2019.
La séptima temporada se estrenó el 11 de junio de 2020. Los participantes intentaron sobrevivir durante 100 días en el Ártico para ganar un premio de $1 millón.
Una serie derivada, Alone: The Beast, se estrenó el 30 de enero de 2020. En esta serie, tres personas intentan sobrevivir en la naturaleza durante 30 días, sin herramientas ni suministros, excepto su propia ropa y un animal recién sacrificado. Un grupo, en el Ártico, recibió un alce macho de 1,000 libras; otros dos grupos fueron enviados por separado a los pantanos de Luisiana y recibieron un caimán y un jabalí, respectivamente.

## Formato y reglas

### Reglas generales - todas las estaciones
Los participantes son dejados en áreas remotas del norte de la isla de Vancouver (temporadas 1-2,4), Patagonia (temporada 3), norte de Mongolia (temporada 5) y las orillas del Gran Lago de los Esclavos (temporadas 6 y 7), lo suficientemente alejadas para asegurarse de que no entren en contacto entre sí. El proceso comienza a mediados o finales de otoño; esto agrega presión de tiempo a la experiencia de supervivencia, ya que el invierno que se acerca hace que las temperaturas bajen y los alimentos escaseen. Aunque los terrenos pueden diferir en la ubicación de cada participante, las zonas de abandono se evalúan con anticipación para garantizar que cada participante disponga de una distribución similar de los recursos locales.
Cada participante selecciona 10 artículos de equipo de supervivencia de una lista preaprobada de 40, y se les entrega un kit de equipo estándar, ropa y primeros auxilios / suministros de emergencia. También se les entrega un juego de cámaras para documentar sus experiencias y emociones diarias. Al intentar vivir en la naturaleza durante el mayor tiempo posible, los concursantes deben encontrar comida, construir refugios y soportar un profundo aislamiento, privaciones físicas y estrés psicológico.
Los concursantes que deseen retirarse de la competencia por cualquier motivo (denominado "tapping") pueden señalar a un equipo de rescate utilizando un teléfono satelital proporcionado. Además, los profesionales médicos realizan controles de salud periódicos a los concursantes y pueden, a su discreción, descalificar y evacuar a cualquier persona que consideren que no puede continuar participando de manera segura. El último concursante restante gana un premio en efectivo de $ 500,000. Se advierte a los concursantes que el espectáculo podría durar hasta un año.

### Formato de parejas (temporada 4)
La temporada 4 también se filmó en el norte de la isla de Vancouver, pero incluyó una dinámica de equipo. Catorce concursantes, que consisten en siete parejas de miembros de la familia, fueron dejados individualmente en áreas remotas del norte de la isla de Vancouver. Los dos miembros de cada equipo eligieron 10 elementos de equipo de supervivencia para dividirlos equitativamente entre ellos. El equipo eligió a un miembro para llevarlo a un campamento; el otro comenzaba aproximadamente a las 10 mi (16,09 km) distancia y se le pidió que caminara hasta el sitio, usando solo una brújula y rumbo para encontrar el camino. Si alguno de los miembros hizo tapping o fue evacuado médicamente, su pareja también fue descalificada. El último equipo restante ganó el premio de $ 500,000.

### Temporada 5
Los concursantes de la temporada 5 fueron seleccionados entre los concursantes no ganadores de las temporadas 1 a 4. Por lo demás, las reglas eran similares a las temporadas 1 a 3.

### Temporada 7
Para la temporada 7, los concursantes intentaron sobrevivir durante 100 días para ganar un gran premio de $ 1 millón. En un segmento de "Alone: Tales from the Arctic" al final de cada episodio, el presentador Colby Donaldson habló después de la temporada con los concursantes que aparecen en ese episodio sobre lo ocurrido, acompañado de "imágenes nunca antes vistas".

## Recepción
La serie recibió críticas positivas en su primera temporada y críticas sobresalientes para su tercera temporada, y obtuvo un respetable 2.5 millones de espectadores en total, colocándola entre las tres mejores series de cable de no ficción de 2015.